# 변현우 (성우)
변현우(1973년 6월 16일 ~ )는 대한민국의 성우로, 1997년~1999년까지 대교방송 3기 공채 성우로 입사하여 활동하였다가, 2000년 KBS 28기 공채 성우로 재데뷔했다.

## 작품

### 애니메이션
- 뱀파이어 기사(애니맥스) - 시키 센리 / 야가리 토오가
- 원피스(KBS) - 뿌찌 / 사키스
- 페어리 테일(챔프) - 쇼
- 서몬마스터즈 블루드래곤(챔프) - 슈나이더
- 유유백서(챔프), (애니원) - 비영
- D.N.ANGEL(애니원) - 다니엘 / 아도니스
- S.A 스폐셜 에이(애니맥스) - 카리노 타다시
- SD건담 포스(재능방송) - 캡틴건담
- 가정교사 히트맨 리본(투니버스) - 치쿠
- 간츠(애니박스) - 무로토 하지메
- 그린나이츠(KBS) - 쿰버
- 캐릭캐릭 체인지 (애니원) - 소마,조연 다수
- 데스노트(애니원), (챔프) - 미도 신고 / 매트
- 피치피치핏치(챔프), (애니원) - 해인 / 해신
- 피치피치핏치퓨어(애니원), (챔프) - 강해인
- 메이저 3기(투니버스) - 오창걸
- 뿅뿅요정 하니(재능방송) - 스켈톤
- 스즈미야 하루히의 우울(애니맥스) - 쿠니키다 / 컴퓨터부 부장 / 타마루 케이이치
- 스쿨럼블(챔프), (애니원) - 카라스마 오오지
  - 스쿨럼블 OVA 1학기 보충수업(애니원) - 카라스마 오오지
  - 스쿨럼블 2기(애니원), (챔프) - 카라스마 오오지
- 스쿨럼블 OVA(챔프) - 카라스마 오오지
- 뫼비우스의 띠(애니원), (챔프)문순호 / 차경민 / 카논 힐벨르트
- 슬레이어즈 프리미엄(애니박스) - 제르가디스
- 십이국기(애니원) - 쿄우키 / 라크슌 / 엔호
- 엘레멘탈 제라드(퀴니) - 로웬
- 여신 후보생(애니맥스) - 히이드
- 워킹맨(애니박스) - 코바야시 아키히사
- 유리함대(애니맥스) - 콘래드 / 하이작
- 유희왕 듀얼몬스터즈(대원방송) - 마리크 이슈타르
- 전설의 총사 아스타(재능방송) - 헨젤
- 전투요정 유키카제(애니박스) - 후카이 레이
- 접지전사(SBS) - 블루투스 / 스핑크스
- 제비뽑기 언벨런스 OVA(애니맥스) - 로쿠하라 무기오
- 쫑아는 사춘기(대교방송) - 황멀대(1기) / 담임 선생님(1기)
- 채운국 이야기(애니맥스) - 벽방명
- 크게 휘두르며(애니맥스) - 카노 슈고
- 라라의 스타일기(KBS) - 홍주노(처음) / 황비서 / 마해일 / 강승원
- 프린세스 츄츄(애니원) - 뮤토
- 파워레인저 와일드스피릿(챔프), (애니원) - 부카미 고우(와일드 바이올렛) (미우라 리키)
- 허니와 클로버(애니맥스) - 모리타 시노부 / 남자1
- 아기공룡 둘리(SBS) - 부기장 / 섬주민 / 노인 / 구급요원1
- 부탁해 마이 멜로디(SBS) - 담임 선생님(나중) / 백우섭 / 조병식
- 트랜스포머 갤럭시포스(챔프) - 퍼스트에이드 / 와일드울프
- 플레이볼(애니맥스) - 서윤환 / 경진
- 우리반 짱돌이(애니원) - 준
- 헌터X헌터(애니원) - 남자
- 로봇카니발(애니원)
- 두리둥실 뭉게공항(KBS) - 구구 / 오코
- 미래전사 오공(애니맥스)
- 머나먼 시공 속에서 OVA 자양화의 꿈(애니박스) - 야스아키
- 머나먼 시공 속에서 OVA 백룡의 무녀(애니박스) - 야스쓰구 / 토키토모
- 히트가이-J(애니원) - 크레아
- 격부술사 요역문(챔프) - 마사토
- 크러시기어 니트로(재능TV) - 류
- 노다메 칸타빌레(애니맥스) - 오코치
- 디그레이맨(애니맥스)
- 택틱스(애니맥스) - 다카하시
- 건담 이볼브(애니박스) - 아무로
- 명탐정 코난(투니버스) - 이수혁
- 테니스의 왕자(투니버스) - 이즈미
- 상상친구 꾸메푸메(KBS) - 푸메 / 멜루
- 고스트 바둑왕(KBS) - 황현빈
- 꼬마기차 추추(KBS) - 당나귀 아저씨
- 틴 타이탄(SBS) - 스피디

### 특수촬영 드라마
- 가면라이더 위저드(대원방송) - 권하늘, 그렘린
- 가면라이더 가부토(대원방송) - 야구루마 소우(가면라이더 자비/킥호퍼)
- 가면라이더 디케이드(대원방송) - 야구루마 소우(가면라이더 킥호퍼)
- 파워레인저 와일드스피릿(대원방송) - 고우(와일드 바이올렛)
- 파워레인저 엔진포스(대원방송) - 마하(엔진 레드), 엔진 스피도르
- 파워레인저 캡틴포스(대원방송) - 마하(엔진 레드), 엔진 스피도르
- 파워레인저 붐붐포스(대원방송) - 마하(엔진 레드), 엔진 스피도르

### 영화
- 블러프(KBS) - 리카르도 페레즈(펠리페 보테로)
- 룩 앳 미(SBS) - 마티유(줄리앙 바움가트너)
- 폰 부스(KBS) - 빅큐(벤 포스터)
- 화이트 마사이(KBS)
- 내셔널 시큐리티(SBS) - 경찰(제프리 로스) / 차량 절도범(그렉 세라노)
- 내 생애 최고의 데이트(SBS) - 모텔 매니저(샘 팬케이크)
- 오션스 일레븐(SBS) - 버질 말로이(케이시 애플렉) / 러스티의 친구(토퍼 그레이스) / 옌(진소파)
- 에주케이터(SBS)
- 소림축구(SBS) - 기자(곡덕소)
- 디 아이2(SBS)
- 더 헌팅(SBS) - 루크 (오웰 윌슨)
- 콘 에어(SBS) - 빌리(닉 친런드) / 조종사(마티 맥솔리)
- 매드맥스3(SBS)
- 더 야드(SBS)
- 빅 마마 하우스(SBS) - 권총 브로커
- 컷 런스 딥(KBS) - 에디 (웰리 양)
- 머시니스트(KBS) - 애반젤리스티(제레미 시도)
- 천국의 책방 - 연화(KBS) - 야마다 / 마루(오오쿠라 코지)
- 굿바이 만델라(KBS) - 도슬러(마크 엘더킨) / 경찰 / 1982년 간수
- 배드 컴퍼니(SBS)
- 블룸 형제 사기단(KBS) - 파티 손님(램 버그만)
- 쿵푸 프리즌(KBS) - 패터슨 (살바토르 수에렙)
- 플루토에서 아침을(KBS) - 어윈(로렌스 킨런) / 월리스 형사(이언 하트) / 불량배(리엄 커닝엄) / 발리의 친구(시아란 놀란)
- 셔터(KBS) - 의사(마놉 분이파스)
- 노 맨스 랜드(KBS)
- 천국의 책방(KBS)
- 뷰티풀 마인드(KBS) - 에슬리(제이슨 그레이 스탠퍼드)
- 워터 보이즈(KBS) - 오타 (미우라 아키부미)
- K-19: 위도우메이커(KBS) - 예프게니 (마이클 글래디스)
- 와호장룡(KBS) - 송명(송동)
- 도니다코(KBS) - 세스 (알렉스 그린왈드)
- 브랜단 & 트루디(KBS)
- 아버지의 그늘(KBS)
- 사이더 하우스(KBS) - 피치스 (헤비 D)
- 리멤버 타이탄(KBS)
- 집으로 가는 길(KBS) - 젊은 하씨
- 마지막 보이스카웃(SBS) - 마일로의 부하(킴 코티스)
- 유브 갓 메일(KBS) - 남자 직원(스티브 잔)
- 사랑해, 파리(KBS) - 프랑수아의 친구(토마스 듀머체즈) / 학생
- 터미네이터 2(KBS) - 연구원(엔놀스 벌) / 불량배(존 팔머)
- 본 아이덴티티(KBS) - 트레드스톤 정보원(월턴 고긴스)
- 제로 톨러런스(KBS)

### 외화
- 스타는 괴로워(KBS) - 홀
- 블라인드 저스티스(KBS)- 죄수(가이 토리)
- 아이칼리 (니켈로디언)
- 어스시의 마법사(KBS) - 스키오치(알레산드로 줄리아니)

### 애니메이션 영화
- 슈렉 2(KBS) - 피노키오
- 엑스 극장판(애니박스) - 시로우 카무이
- 머나먼 시공 속에서 - 무일야(애니박스) - 야스야키
- 스피드 레이서 넥스트 제너레이션(카툰네트워크) - X 레이서
- 드래곤볼Z 극장판 - 베지터

### 라디오
- 환타지 특급 - 드래곤 라자(KBS) - 오크 / 하슬러

### 내레이션
- 크게 더크게 - 초호화여객선 편(NGC)

### 광고
- SM3 (르노삼성자동차)
- 씨티은행